# ذا دايز
ذا دايز (The Days)هي أغنية من إنتاج دي جي السويدي ومنتج الأغاني أفيتشي، ومن غناء الإنجليزي روبي ويليامز.
كتبت الأغنية من قبل كل من روبي ويليامز وسالم الفكير وأفيتشي وفينسينت بونتر. عرضت الأغنية لأول مرة في بوسطن، شهدت تأدية من قِبل سالم الفكير ولم يتم اعتماد نسخته الغنائية. تم إصدار الأغنية على الصعيد العالمي في 3 أكتوبر 2014. وتم إصدارها إلى جانب «ذا نايتس» في مايمكن تشبيهه بالألبوم المصغر وحمل اسم ذا دايز / نايتس EP.

## روابط خارجية
- ذا دايز على موقع أول موفي (الإنجليزية)